# Julien Boutter
Julien Marc Boutter (Le Boulay, 5 aprile 1974) è un ex tennista francese.

## Biografia
Il nome completo è Julien Marc Boutter, ma viene soprannominato Jules o Boots. Inizia a giocare a tennis all'età di 10 anni; il padre Michel è un uomo di affari, la madre Marie Paule è un insegnante. Da giovane Boutter ha inoltre giocato a pallamano, judo e sciava. Ottiene anche la laurea in meccanica applicata all'università di Metz nel 1995, e solo da allora ritiene di poter iniziare la sua carriera tennistica. Il suo trainer era David Martin mentre era allenato da Jérôme Potier, allenatore della Federazione Francese Tennis.

## Carriera
Boutter inizia la sua carriera nel 1996, riuscendo ad entrare nella top 5 in due Satelliti, uno in Grecia e uno in Francia. 
 Nel 1997 gioca tre Satelliti, vincendo quello del Belgio/Lussemburgo, e due Cahllenger, non riuscendo mai a passare il primo turno. 
 Nel 1998 Boutter giunge in due finali Futures (in Austria e Germania) e una Challenger, perdendo da Antony Dupuis a Mumbai. Inoltre conquista i quarti di finale a Bristol e a Binghamton. Infine si qualifica per il Roland Garros battendo poi al primo turno Christian Vinck per poi perdere in quattro set da Cédric Pioline. 
 Nel 1999 vince il suo primo titolo Challenger, a Grenoble battendo Dupuis, raggiunge la finale a Zagabria e due quarti di finale (Besançon e Weiden). 
 Nel 2000 raggiunge la top 100 in classifica sia in singolo che in doppio. Si ferma alle semifinali nel torneo di Tashkent, oltre a vincere i Challenger di Cherbourg e Besançon. Vince inoltre il suo primo titolo ATP di doppio a Chennai in coppia con Christophe Rochus e il secondo a Tolosa con Fabrice Santoro. 
 Nel 2001 raggiunge la prima finale ATP a Milano, perdendo dal futuro numero 1 Roger Federer, senza aver perso un set prima della finale. Inoltre giunge alle semifinali a Basilea (sconfitto da Federer) e ai quarti a Marsiglia (sconfitto da Maks Mirny). In doppio vince i titoli di Marsiglia con Santoro e di Tashkent con Dominik Hrbatý. A fine anno avrà fatto registrare dei guadagni per più di 424 000 dollari e 25 vittorie in singolare. 
 Nel 2002 Boutter raggiunge la semifinale a Casablanca e i quarti di finale ad Amburgo, Sydney e Monaco, mentre in doppio conquista due finali consecutive, a Milano e a Marsiglia, entrambe con Mirnyi. Inoltre raggiunge la semifinale di doppio agli Australian Open, sempre con Mirnyi. 
 Nel 2003 Boutter conquista il torneo ATP di Casablanca, superando in finale Younes El Aynaoui in tre set. Inoltre nel circuito maggiore arriva fino ai quarti di finale a Montecarlo. Tra i Challenger giunge in semifinale a Cagliari, sconfitto da Rafael Nadal, mentre in doppio conquista la semifinale sempre a Cagliari. 

Nel 2004 vince solo una partita a Casablanca, prima del ritiro nel torneo di Wimbledon dello stesso anno.

## Statistiche

### Singolare

#### Vittorie (1)
| Legenda                                                     |
| Grande Slam (0)                                             |
| Tennis Masters Cup (0)                                      |
| ATP Super 9 / ATP Masters Series (0)                        |
| ATP Championship Series / ATP International Series Gold (0) |
| ATP World Series / ATP International Series (1)             |

| Numero | Data           | Torneo                           | Superficie  | Avversario in finale | Punteggio     |
| 1.     | 13 aprile 2003 | Grand Prix Hassan II, Casablanca | Terra rossa | Younes El Aynaoui    | 6-2, 2-6, 6-1 |

#### Finali perse (1)
| Numero | Data            | Torneo                | Superficie    | Avversario in finale | Punteggio        |
| 1.     | 4 febbraio 2001 | Milano Indoor, Milano | Sintetico (i) | Roger Federer        | 4-6, 7–6(7), 4-6 |

### Tornei minori

#### Singolare

##### Vittorie (3)
| Legenda        |
| Challenger (3) |
| Futures (0)    |

| Numero | Data          | Torneo                                  | Superficie    | Avversario in finale | Punteggio     |
| 1.     | 7 marzo 1999  | Open de l'Isere, Grenoble               | Cemento       | Antony Dupuis        | 6-2, 4-6, 6-4 |
| 2.     | 5 marzo 2000  | Challenger DCNS de Cherbourg, Cherbourg | Cemento (i)   | Michail Južnyj       | 6-1, 6-0      |
| 3.     | 12 marzo 2000 | Open de Franche-Comté, Besançon         | Sintetico (i) | Julian Knowle        | 6-4, 7–6(4)   |

#### Finali perse (4)
| Legenda        |
| Challenger (2) |
| Futures (2)    |

| Numero | Data             | Torneo                    | Superficie    | Avversario in finale | Punteggio   |
| 1.     | 15 febbraio 1998 | HIS Cup, Bergheim         | Sintetico (i) | Ivailo Traykov       | 3-6, 2-6    |
| 2.     | 3 maggio 1998    | Germany F4, Esslingen     | Terra Rossa   | Jordi Mas            | 2-6, 2-6    |
| 3.     | 3 gennaio 1999   | Mumbai Challenger, Mumbai | Cemento       | Antony Dupuis        | 5-7, 6(1)–7 |
| 4.     | 20 giugno 1999   | Zagreb Open, Zagabria     | Terra rossa   | Andrea Gaudenzi      | 4-6, 1-6    |

### Doppio

#### Vittorie (6)
| Legenda singolare                 |
| Grande Slam (0)                   |
| ATP World Tour Finals (0)         |
| ATP Masters Series (0)            |
| ATP International Series Gold (0) |
| ATP International Series (4)      |
| Challenger (2)                    |
| Futures (0)                       |

| Numero | Data              | Torneo                                   | Superficie  | Partner           | Avversari in finale                     | Punteggio           |
| 1.     | 9 gennaio 2000    | Chennai Open, Chennai                    | Cemento     | Christophe Rochus | Saurav Panja Srinath Prahlad            | 7-5, 6-1            |
| 2.     | 5 marzo 2000      | Challenger DCNS de Cherbourg, Cherbourg  | Cemento (i) | Michaël Llodra    | Julien Benneteau Nicolas Mahut          | 2-6, 6-4, 7-5       |
| 3.     | 12 marzo 2000     | Open de Franche-Comté, Besançon          | Cemento (i) | Michaël Llodra    | Stefano Pescosolido Vincenzo Santopadre | 6-4, 6(6)–7, 7–6(5) |
| 4.     | 22 ottobre 2000   | Grand Prix de Tennis de Toulouse, Tolosa | Cemento (i) | Fabrice Santoro   | Donald Johnson Piet Norval              | 7–6(8), 4-6, 7–6(5) |
| 5.     | 18 febbraio 2001  | Open 13, Marsiglia                       | Cemento (i) | Fabrice Santoro   | Michael Hill Jeff Tarango               | 7–6(7), 7-5         |
| 6.     | 16 settembre 2001 | Tashkent Open, Tashkent                  | Cemento     | Dominik Hrbatý    | Marius Barnard Jim Thomas               | 6-4, 3-6, [13-11]   |

#### Finali perse (5)
| Legenda singolare                 |
| Grande Slam (0)                   |
| ATP World Tour Finals (0)         |
| ATP Masters Series (0)            |
| ATP International Series Gold (0) |
| ATP International Series (2)      |
| Challenger (1)                    |
| Futures (2)                       |

| Numero | Data             | Torneo                         | Superficie    | Partner             | Avversari in finale                | Punteggio            |
| 1.     | 27 luglio 1997   | TennisCup of Flanders, Ostenda | Terra Rossa   | Tarik Benhabiles    | Kris Goossens Tom Vanhoudt         | 6-3, 4-6, 0-6        |
| 2.     | 15 febbraio 1998 | HIS Cup, Bergheim              | Sintetico (i) | Jean-Michel Péquery | Markus Menzler Markus Wislsperger  | 6-4, 1-6, 0-6        |
| 3.     | 3 maggio 1998    | Germany F4, Esslingen          | Terra Rossa   | Jean-René Lisnard   | Federico Browne Martín García      | 6-7, 2-6             |
| 4.     | 3 febbraio 2002  | Milan Indoor, Milano           | Sintetico (i) | Maks Mirny          | Karsten Braasch Andrej Ol'chovskij | 6-3, 6(5)–7, [10-12] |
| 5.     | 17 febbraio 2002 | Open 13, Marsiglia             | Cemento (i)   | Maks Mirny          | Arnaud Clément Nicolas Escudé      | 4-6, 3-6             |